# Maxime Rémillard
Pour les articles homonymes, voir Rémillard.
 (septembre 2020).
 (septembre 2020).
 (décembre 2024).
Maxime Rémillard, né le 17 janvier 1975 à Greenfield Park, est un homme d'affaires canadien. Il est président de Remcorp[Quand ?], une société d’investissement privée canadienne de premier plan et président de Remstar Media, propriétaire des chaînes spécialisées MAX et ELLE Fictions.

## Biographie
Après un baccalauréat en arts de l’Université d’Ottawa et une formation en production de l’University of Southern California, Maxime Rémillard fonde Remstar Corporation en 1997, une entreprise spécialisée dans la production et la distribution de produits cinématographiques canadiens et internationaux. C’est d’ailleurs sous cette bannière qu’il co-produit et co-finance pour près d'un demi-milliard de dollars en volume de production, notamment le film Polytechnique de Denis Villeneuve qui remporte le prix Génie du meilleur film canadien en 2010, L'Instinct de Mort avec Vincent Cassel et Heads in the Clouds mettant en vedette Charlize Theron. Comme distributeur, il acquiert, entre autres, les droits de Dallas Buyers Club de Jean-Marc Vallée et de Moonlight de Barry Jenkins, qui remporte l’Oscar du meilleur film en 2017.

### Groupe V Média
Pariant sur l’audace de la créativité en affaires, il se porte acquéreur, en mars 2008, de la chaîne de télévision canadienne TQS. Près d’un an après l’acquisition, il annonce la naissance du Groupe V Média Inc. et lance la nouvelle chaîne de télévision généraliste V. Aujourd’hui, la société, dont il est toujours le président, est le plus grand groupe télévision indépendant au Canada et compte le réseau de télévision généraliste V, les chaînes spécialisées MusiquePlus et MAX, la plateforme de contenus Noovo.ca ainsi que le site d’information sportive 25Stanley. 

### Remcorp
Au fil des années, il va mettre son influence et ses idées au service de la diversification en fondant la société d'investissements Remcorp.  Sa société, dont l'équipe a cumulativement réalisé plus de trois milliards de dollars de transactions au cours des dernières années, multiplie les investissements auprès d'entreprises bien établies dans un large éventail de secteurs dont la technologie, les médias, les services de transport, l'immobilier et l'agro-technologie.   

## Implication sociale
Homme d’affaires engagé[non neutre], Maxime Rémillard est membre du conseil d’administration de la Fondation du Musée Pointe-à-Callière. Depuis quatre ans, il s’associe à la Fondation Mira pour La journée qui a du chien, qui a permis d’amasser près de 2 millions de dollars en don pour la fondation. De plus, lui et sa famille s’impliquent activement dans la communauté en soutenant diverses œuvres caritatives.  Ils ont également contribué à la création de la Chaire Yosh Taguchi pour la recherche sur le cancer urologique à l’Université McGill. De plus, la famille Rémillard soutient et parraine, tout au long de l’année, Centraide, la Fondation de l’Hôpital général juif de Montréal et la Maison des Petits Tournesols.